# Audrey Brown
Audrey Kathleen Kilner Brown MBE (* 24. Mai 1913 in Bankura, Indien; † 11. Juni 2005 in Manchester, nach Heirat Audrey Court) war eine britische Leichtathletin und Olympiateilnehmerin. Sie war die Schwester des Olympiasiegers Godfrey Brown.
Bei den Olympischen Spielen 1936 in Berlin gewann sie die Mannschafts-Silbermedaille im 4-mal-100-Meter-Staffellauf zusammen mit ihren Teamkolleginnen Eileen Hiscock, Violet Olney und Barbara Burke hinter dem Team der USA (Gold) und vor dem Team aus Kanada (Bronze). Im 100-Meter-Lauf schied sie im Vorlauf aus.
Ihre Bestzeit im 200-Meter-Lauf von 25,4 s stellte sie 1937 bei einem Länderkampf in Paris auf. Über 100 Meter lief sie ihre Bestzeit von 12,3 s in Wien im Vorlauf der Europameisterschaften 1938. Sie schied dann im Halbfinale aus, die britische Staffel wurde disqualifiziert. 
Sie war die Schwester des Olympiasiegers von 1936 Godfrey Brown und des Bronzemedaillengewinners bei den Empire Games 1934 Ralph Kilner Brown. Für ihr soziales Engagement wurde sie mit dem Orden MBE ausgezeichnet.